# Krzysztof II (patriarcha Aleksandrii)
Krzysztof II (ur. 17 stycznia 1876 w Madyto w Tracji Wschodniej, zm. 23 lipca 1967) – prawosławny patriarcha Aleksandrii od 1939 do 1966.

## Życiorys
Urodził się jako Christopher Daniilidis. W 1908 został wybrany metropolitą Leontopolis. W dniu 21 czerwca 1939 został wybrany patriarchą Aleksandrii. W dniu 16 listopada 1966 zrezygnował z powodów zdrowotnych.